# Félix Leyzour
Félix Leyzour est un homme politique français, né le 22 juillet 1932 à Plourac'h, dans les Côtes-d'Armor. Membre du Parti communiste français, il est maire de Callac de 1989 à 2008, sénateur de 1989 à 1997 et député des Côtes-d'Armor de 1997 à 2002.

## Biographie
Fils d'agriculteurs, Félix Leyzour suit une formation à l'école normale de Saint-Brieuc et devient instituteur. Il adhère au syndicat national des instituteurs en 1952, puis au Parti communiste français en 1953.
Il est élu conseiller municipal à Saint-Brieuc, conseiller général et conseiller régional. Il exerce les fonctions de maire de Callac pendant trois mandatures.
Sur le plan national, il est élu sénateur des Côtes-d'Armor en 1989. Il abandonne ce mandat quand il est élu député le 12 juin 1997, pour la XIe législature (1997-2002), dans la circonscription des Côtes-d'Armor (4e). Il choisit de ne pas renouveler son mandat qui se termine le 18 juin 2002 à la fin de cette législature. Il siégeait dans le groupe communiste.

## Mandats

### Mandats locaux
- 1983- 2008 : Maire de Callac (Côtes-d'Armor)
- 1970 - 2008 : Conseiller général du canton de Callac
- 1976 - 2008 : Vice-président du Conseil général
- 1976 - 1989 : Conseiller régional

### Mandats nationaux
- 02/10/1989 - 01/06/1997 : Sénateur
- 12/06/1997 - 18/06/2002 : Député